# Gogho
Pour l’article ayant un titre homophone, voir Gogo.
Gogho est une localité située dans le département de Lâ-Todin de la province du Passoré dans la région Nord au Burkina Faso.

## Géographie
Gogho se trouve à 7 km au sud-ouest du centre de Lâ-Todin, le chef-lieu du département, et à environ 40 km au sud-ouest de Yako, le chef-lieu de la province, ainsi qu'à 10 km au nord de la route nationale 2 reliant le centre au nord du pays.

## Santé et éducation
Le centre de soins le plus proche de Gogho est le centre de santé et de promotion sociale (CSPS) de Lâ-Todin tandis que le centre médical avec antenne chirurgicale (CMA) de la province se trouve à Yako.